# Their Greatest Hits: The Record
Their Greatest Hits: The Record è un greatest hits dei Bee Gees, pubblicato dalla UTV Records nel 2001. L'album include 40 tracce che coprono oltre 35 anni di carriera. Quattro dei brani presenti nel disco (Emotion, Heartbreaker, Islands In The Stream ed Immortality) erano stati scritti dai fratelli Gibb, ma originariamente incisi da altri interpreti. Guilty invece è un duetto del gruppo con Barbra Streisand, fino a quel momento inserito solo in registrazioni riguardanti la Streisand.

## Tracce

### CD 1
1. New York Mining Disaster 1941 (Barry Gibb/Robin Gibb) – 2:12
2. To Love Somebody (Barry Gibb/Robin Gibb) – 3:02
3. Holiday (Barry Gibb/Robin Gibb) – 2:55
4. Massachusetts – 2:25
5. World – 3:16
6. Words  – 3:17
7. I've Gotta Get a Message to You – 2:52
8. I Started a Joke – 3:09
9. First of May (Barry Gibb/Maurice Gibb) – 2:50
10. Saved by the Bell (Robin Gibb) – 3:08
11. Don't Forget to Remember (Barry Gibb/Maurice Gibb) – 3:29
12. Lonely Days – 3:48
13. How Can You Mend a Broken Heart? (Barry Gibb/Robin Gibb) – 3:59
14. Run to Me – 3:13
15. Jive Talkin' – 3:46
16. Nights on Broadway – 4:36
17. Fanny (Be Tender With My Love) (Barry Gibb/Maurice Gibb) – 4:04
18. Love So Right – 3:37
19. If I Can't Have You – 3:22
20. Love Me – 4:04
21. You Should Be Dancing – 4:15

### CD 2
1. Stayin' Alive – 4:47
2. How Deep Is Your Love – 4:03
3. Night Fever – 3:31
4. More Than a Woman – 3:17
5. Emotion (Barry Gibb/Robin Gibb) – 4:03
6. Too Much Heaven – 4:57
7. Tragedy – 5:03
8. Love You Inside Out – 4:11
9. Guilty (duetto con Barbra Streisand) – 4:24
10. Heartbreaker – 4:25
11. Islands in the Stream– 4:22
12. You Win Again – 4:03
13. One – 4:57
14. Secret Love – 3:35
15. For Whom the Bell Tolls – 3:58
16. Alone – 4:22
17. Immortality – 4:15
18. This Is Where I Came In – 4:00
19. Spicks and Specks – 2:51